# Provincia de Frisia
Frisia (en frisón occidental: Fryslân [ˈfrislɔ̃ːn]ⓘ; en neerlandés: Friesland [ˈfris.lɑnt]ⓘ) es una de las doce provincias que conforman el Reino de los Países Bajos. Ocupa la parte occidental de la región histórica de Frisia. La capital es Leeuwarden (en frisón, Ljouwert). Limita con las provincias de Groninga, Drente, Overijssel y Flevoland y con el mar de Frisia. Forman parte de esta provincia las islas de Vlieland, Terschelling, Ameland y Schiermonnikoog, que limitan con el mar del Norte.
Al igual que las demás provincias, está gobernada por un comisario designado por el monarca y una cámara legislativa elegida mediante sufragio universal. Las lenguas oficiales son el neerlandés y el frisón; sin embargo, algunos frisones hablan dialectos del bajo sajón.

## Municipios
Frisia está dividida en 18 municipios desde el 1 de enero de 2019:
| - Achtkarspelen - Ameland - Dantumadiel - De Fryske Marren - Harlingen - Heerenveen | - Leeuwarden - Noardeast-Fryslân - Ooststellingwerf - Opsterland - Schiermonnikoog - Smallingerland | - Súdwest-Fryslân - Terschelling - Tytsjerksteradiel - Vlieland - Waadhoeke - Weststellingwerf |

Esta organización del territorio, respecto de la distribución provincial del 1 de enero de 2011, supone la desaparición de Boarnsterhim, Gaasterlân-Sleat, Lemsterland y Skarsterlân, y la creación de un nuevo municipio, De Friese Meren, por la fusión de la mayor parte de los anteriores.

## Geografía
La superficie de Frisia representa el 9,9% de la superficie total del país. Su topografía rara vez supera los 15 metros sobre el nivel del mar. El terreno en el sureste, que soporta varios bosques, es un páramo arenoso bordeado por pantanos.
La provincia es drenada por un vasto sistema de canales, vías fluviales y lagos, particularmente en el norte y el oeste. Los lagos principales son Tjeukemeer, Slotermeer, Fluessen y Sneekermeer.

## Demografía
El norte del territorio está relativamente poco poblado. La provincia tiene 647 268 habitantes (Eurostat, 2019), lo que representa el 3,8% de la población total de los Países Bajos. La ciudad más poblada es la capital de la provincia, Leeuwarden, con 123 107 habitantes.

## Idioma
Frisia se distingue de las otras once provincias en que tiene su propio idioma, el frisón, que también es hablado por una minoría en la provincia de Groninga al este. La lengua de Frisia tiene sus propias distinciones o subdialectos, como el saterlandés o frisón de Saterland (Seeltersk) y el frisón oriental (Ostfriesisch), con otros grupos dialectales pertenecientes a la familia lingüística germánica y que se encuentran presentes en las partes septentrionales de Alemania —ya que Frisia perteneció al Sacro Imperio Romano Germánico hasta 1680, cuando se separó para unirse a los Países Bajos—. El idioma inglés guarda gran relación con el frisón y existe un dicho popular que lo refiere: «Como la leche al queso, el inglés al frisón».

## Economía
Frisia es una provincia agrícola. De aquí procede el ganado frisón, blanco y negro, y el caballo homónimo. El turismo es importante sobre todo en la región de los lagos al suroccidente y en las islas del mar de Frisia en el norte.

## Deporte
Uno de los principales atractivos es el patinaje sobre hielo que atrae a deportistas y aficionados de todo el país cuando las condiciones climáticas lo permiten. En invierno, cuando los canales y lagos están congelados para formar vías adecuadas, la provincia se convierte en el centro de la Vuelta de las Once Ciudades (Elfstedentocht), un circuito de patinaje sobre hielo de 200 kilómetros.
En verano, en cambio, numerosos habitantes de Frisia practican el célebre wadlopen, que consiste en cruzar a pie la llanura de marea del mar de Frisia (Waddenzee) en los puntos en donde este se encuentra seco para permitirlo, hasta las islas Ameland o Schiermonnikoog.